# Tlaxcala (kommun)
Tlaxcala är en kommun i Mexiko.   Den ligger i delstaten Tlaxcala, i den sydöstra delen av landet, 90 km öster om huvudstaden Mexico City. Arean är 42 kvadratkilometer.
Terrängen i Tlaxcala är platt åt sydost, men åt nordväst är den kuperad.
Följande samhällen finns i Tlaxcala:
- Chiautempan
- Ocotlán
- San Buenaventura Atempan